# 仁平義明
仁平 義明（にへい よしあき、1946年(昭和21年) - ）は、日本の心理学者、星槎大学大学院教育学研究科教授、東北大学名誉教授、白鷗大学名誉教授。専門は応用認知心理学。

## 来歴
栃木県生まれ。1969年東北大学文学部心理学科卒。
1974年同大学大学院文学研究科博士課程単位取得退学。茨城大学保健管理センター講師（専任カウンセラー）。
1975年新潟大学教育学部助手、1976年講師、78年助教授、1979年東北大学教養部助教授、1990年大学院文学研究科心理学講座教授。
2010年定年退任、名誉教授、白鷗大学教授。
2017年星槎大学大学院教育学研究科教授。

## 著書
- 『ほんとうのお父さんになるための15章 父と子の発達心理学』ブレーン出版、2002
- 『百人のモナ・リザ 俳句から読む心理学』ブレーン出版、2006

### 共編著
- 『感情心理学パースペクティブズ 感情の豊かな世界』畑山俊輝、大渕憲一、行場次朗、畑山みさ子共編 北大路書房、2005
- 『子どもに障害をどう説明するか すべての先生・お母さん・お父さんのために』相川恵子共著 ブレーン出版 2005 のちおうふう
- 『アクロニムで覚える自閉症とアスペルガー障害の対応のちがい』仁平説子共著 ブレーン出版、2006
- 『嘘とだましの心理学 戦略的なだましからあたたかい嘘まで』箱田裕司共編 有斐閣、2006
- 『防災の心理学 ほんとうの安心とは何か』編 東信堂、2009 シリーズ・防災を考える

### 翻訳
- レイ・ブル、ニコラ・ラムズィ『人間にとって顔とは何か 心理学からみた容貌の影響』監訳　講談社ブルーバックス、1995
- スティーヴ・ダック『フレンズ スキル社会の人間関係学』監訳 福村出版、1995
- スチュアート T.ハウザー、ジョセフ P.アレン、イヴ・ゴールデン『ナラティヴから読み解くリジリエンス 危機的状況から回復した「67分の9」の少年少女の物語』仁平説子共訳 北大路書房、2011

## 参考
- 白鷗大学
- ISBN　978-4-89242-690-2